# Васькина, Дарья Андреевна
Дарья Андреевна Васькина (род. 30 июля 2002, Москва) — российская пловчиха, бронзовый призёр чемпионата мира (2019), трёхкратная чемпионка юношеских Олимпийских игр (2018), чемпионка России (2019), мастер спорта России международного класса.

## Биография и карьера
Дарья Васькина родилась 30 июля 2002 года. Дочь Васькина Андрея Владимировича, мастера спорта по плаванию, и Елены Шубиной (Васькиной), участницы Объединённой команды, завоевавшей бронзовую медаль на Олимпийских играх 1992 года в комбинированной эстафете 4×100 м. Её личным тренером является Владимир Леонидович Татарин, пловчиха тренируется в ФСО «Юность Москвы».
В 15 лет Дарья Васькина стала четырехкратной победительницей XIV Европейского юношеского Олимпийского фестиваля в июле 2017 года в Дьёре (Венгрия). В конце июля 2017 года участвовала на IV летней Спартакиаде молодёжи России, проходившей в Пензе. Дарья стала трёхкратной победительницей этого турнира, став одной из самых титулованных спортсменок Спартакиады.
В 2018 году Васькина стала чемпионкой России в комбинированной женской эстафете 4×100 метров комплексным плаванием, а также завоевала бронзовую медаль на дистанции 50 метров на спине, установив при этом юношеский рекорд Европы (28,08).
На юношеских Олимпийских играх в Буэнос-Айресе стала двукратной чемпионкой, выиграв «золото» в смешанной эстафете 4×100 метров вольным стилем и на дистанции 100 метров на спине. Спустя менее чем один час россиянка участвовала в комбинированной эстафете 4 по 100 метров, выступив на первом этапе (на спине) с результатом 1:02,74, что медленнее её же «золотого» результата, показанного несколькими минутами ранее, на 2,29 секунды. Тем не менее, сборная России усилиями Полины Егоровой, Анастасии Макаровой и Елизаветы Клеванович поднялась с шестого места на третье, и Дарья завоевала ещё одну медаль: «бронзу» в эстафете. В предпоследний день Игр, Дарья завоевала ещё две медали: личное «серебро» на дистанции 50 метров на спине, уступив лишь австралийке Кейли Макьюэн, а также «золото» в эстафете 4 по 100 метров вольным стилем с тем же составом, который плыл в комбинированной эстафете двумя днями ранее. Дарья также участвовала на дистанции 200 метров на спине, однако стала лишь последней в своём заплыве и 22-й в общей таблице первого раунда.
12 апреля 2019 года стала чемпионкой России на дистанции 100 метров на спине. Дарья показала время 59,46, финишировав второй, после чего предварительная победительница Мария Каменева была дисквалифицирована, и обладательницей титула стала Васькина. Пловчиха преодолела норматив для отбора в сборную на чемпионат мира в Кванджу.
25 июля 2019 года дистанции 50 метров на спине стала бронзовым призёром чемпионата мира. Ранее россиянка участвовала на стометровой дистанции, где стала восьмой в финале.